# Man-Made
Man-Made è l'ottavo album in studio del gruppo musicale britannico Teenage Fanclub, pubblicato nel 2005.

## Tracce
1. It's All in My Mind – 3:41 (Norman Blake)
2. Time Stops – 4:11 (Gerard Love)
3. Nowhere – 3:40 (Raymond McGinley)
4. Save – 4:14 (Love)
5. Slow Fade – 1:54 (Blake)
6. Only with You – 4:21 (McGinley)
7. Cells – 3:20 (Blake)
8. Feel – 3:51 (McGinley)
9. Fallen Leaves – 3:31 (Love)
10. Flowing – 3:01 (Blake)
11. Born Under a Good Sign – 3:00 (Love)
12. Don't Hide – 4:00 (McGinley)

## Formazione
- Norman Blake - voce, chitarra
- Gerard Love - voce, basso
- Raymond McGinley - voce, chitarra
- Francis MacDonald - batteria
- John McCusker - violino, viola
- John McEntire - piano